# 명빈 김씨 (태종)
명빈 김씨(明嬪 金氏, ? ~ 1479년) 조선의 제3대 왕 태종의 간택후궁이다. 본관은 안동(安東)이다.

## 생애
판돈녕부사(判敦寧府事) 안정공(安靖公) 김구덕(金九德)의 딸이다. 남동생 김오문(金五文)의 딸은 문종의 세자 시절 첫 번째 세자빈이었던 휘빈 김씨(徽嬪 金氏)이다.
1411년(태종 11년) 10월에 소빈 노씨(昭嬪 盧氏), 숙공궁주 김씨(淑恭宮主 金氏)와 함께 간택되어 11월에 정1품 명빈(明嬪)에 봉해졌다. 김씨는 태종이 재위하던 시절 유일하게 빈(嬪)의 지위에 있던 후궁으로 그녀의 처소는 명빈전(明嬪殿)으로 일컬어 졌다. 1479년(성종 10년) 음력 6월 5일에 사망하기까지 태종부터 성종에 이르는 7대에 걸쳐 내명부를 지켰다.

## 가족관계
본가 (구)안동 김씨(舊 安東 金氏)
- 조부 : 상락군 김묘(上洛郡 金昴, 생몰년 미상)
- 조모 : 정부인 여흥 민씨(貞夫人 驪興 閔氏, 생몰년 미상)
  - 아버지 : 판돈녕부사 안정공 김구덕 (判敦寧府事 安靖公 金九德, 미상~1428)
  - 어머니 : 정부인 영월 신씨(貞夫人 寧越 辛氏, 생몰년 미상)[4]
    - 남동생 : 김오문(金五文, 생몰년 미상)
    - 올케 : 정부인 정씨(貞夫人 鄭氏, 생몰년 미상)
      - 조카 : 휘빈 김씨(徽嬪 金氏, 생몰년 미상)
      - 조카사위 : 제5대 문종대왕(文宗大王, 1414~1452, 재위 1450~1452)
      - 조카:김중엄

왕가 전주 이씨(全州 李氏)
- 시조부 : 추존 환조대왕(桓祖大王, 1315~1361)
- 시조모 : 추존 의혜왕후 최씨(懿惠王后 崔氏, ?~?)
  - 시아버지 : 제1대 태조대왕(太祖大王, 1335~1408, 재위 1392~1398)
  - 시어머니 : 신의왕후 한씨(神懿王后 韓氏, 1333~1391)
    - 남편 : 제3대 태종대왕(太宗大王, 1367~1422, 재위 1400~1418)

## 묘소
명빈 김씨의 묘인 명빈묘(明賓墓)는 사적 제364호이며, 경기도 구리시 아천동(峨川洞)에 위치해 있다. 묘역의 석물(石物)은 표석 1기, 문인석 1쌍, 상석(혼유석) 향로석 등이 있다.

## 같이 보기
- 태종
- 휘빈 김씨
- 남양주 수종사 팔각오층석탑 - 보물 제1808호